# Neuf-Mesnil
 Neuf-Mesnil  es una población y comuna francesa, en la región de Norte-Paso de Calais, departamento de Norte, en el distrito de Avesnes-sur-Helpe y cantón de Hautmont.

## Demografía
| 1939 | 1804 | 1761 | 1456 | 1388 | 1381 |
| Para los censos de 1962 a 1999 la población legal corresponde a la población sin duplicidades (Fuente: INSEE [Consultar]) |      |      |      |      |      |